# Louis Gaulard Dumesny
Louis Gaulard Dumesny, der Nachname kommt auch in den Schreibweisen Dumesnil, Du Mesny oder Du Mesnil vor, (* um 1650; † 1702 in Paris, wirkend zwischen 1677 und 1700) war ein bedeutender französischer Opernsänger der Stimmlage Tenor des 17. Jahrhunderts.

## Leben und Werk
Über das frühe Leben von Dumesny ist wenig bekannt. Der Legende nach soll Jean Baptiste Lully das Gesangstalent als Koch – während er sang – entdeckt und anschließend ausgebildet haben. Lully war angeblich sofort von seiner natürlichen, wohlgeformten Stimme beeindruckt. Am 5. Januar 1677 gab Dumesny sein Bühnendebüt als Triton im Prolog von Lullys Isis. Er entwickelte sich als haute-contre (hoher Tenor) zum ersten Star dieser Stimmlage im damaligen Frankreich. Lully ließ Dumesny in der Folge mehrfach die Hauptrollen seiner Opern singen, obwohl Dumesny keine Noten lesen konnte.  Das Opernpublikum lag Dumesny in der Folge sowohl in Paris als auch in London zu Füßen. Nach Lullys Tod wirkte Dumesny bei der Aufführung von Opern anderer Komponisten wie Pascal Collasse, Marc-Antoine Charpentier, André Campra und André Cardinal Destouches mit.
Als exzellenter Schauspieler, der mit einer kraftvollen Stimme ausgestattet war, lernte er wohl alle seine Musikrollen auswendig, da er keinerlei Noten lesen konnte.